# 叶哲明
叶哲明（1935年10月—2020年8月16日），浙江黄岩人，中国历史学家、政治人物，第九届全国人大代表。

## 生平
1935年10月生于浙江省黄岩县城关镇。1953年毕业于黄岩县立中学。1957年毕业于上海复旦大学历史系，曾师从周予同、周谷城、王造时、谭其骧、蔡尚思等教授，后分配到南京华东水利学院执教中国革命史。后因执意回乡，被扣上“小资产阶级的温情主义”的阶级意识模糊的帽子，下放沂蒙等地劳动改造。1978年文化大革命结束后，至台州师范专科学校（2002年改为台州学院）任教。历任讲师、副教授、教授。1981年发表论文《东吴的海外拓展和卫温、诸葛直从章安出使台湾考略》，次年转载于中国人民大学资料社出版的《中国古代史》第23期，引起史学界关注。曾提出三国时期卫温船队是从章安出发、远航台湾的第一人。
曾任台州国学会会长、台州历史学会会长、浙江省历史学会理事、浙江省人民政府参事室文化参事、浙江省文史研究馆馆员，民盟台州市委主委、台州市政协副主席、第六至七届浙江省政协委员。2007年退休。2020年8月16日上午4时08分在台州逝世。

## 出版物
- 叶哲明. . 台州文化研究丛书第三辑. 上海: 上海古籍出版社. 2018. ISBN 978-7-5325-8710-0.
- 叶哲明. . 浙江省文史研究馆文史丛书. 杭州: 浙江大学出版社. 2013. ISBN 978-7-308-10184-4.
- 叶哲明. . 昆明: 云南民族出版社. 2006. ISBN 7-5367-3299-6.